# Caraibe

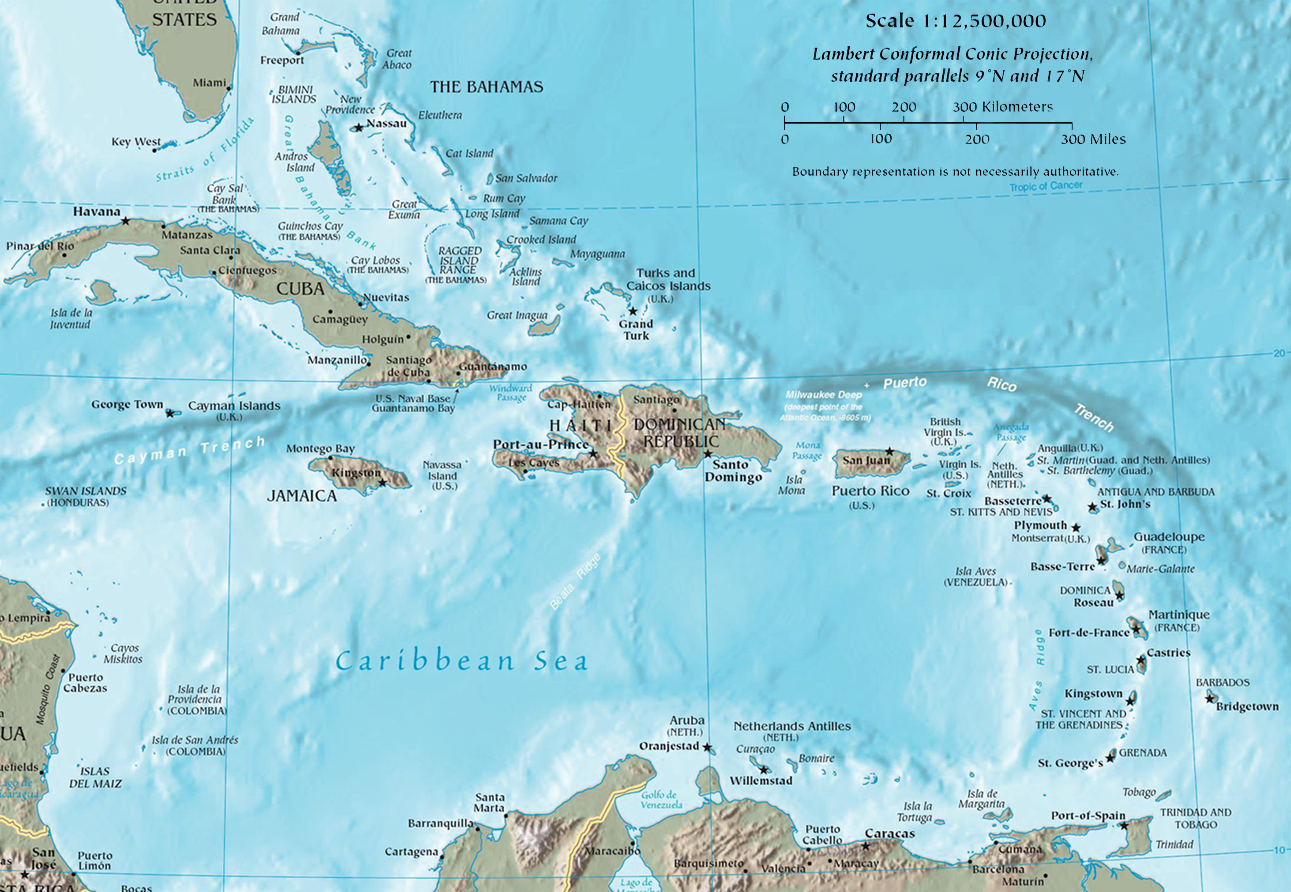
Caraibe

Caraibe este o regiune a Americilor constând din Marea Caraibilor, insulele sale (majoritatea cărora împrejmuiesc această mare), și coastele înconjurătoare. Regiunea este situată la sud-est de America de Nord, la est de America Centrală și la nord de America de Sud.
Situată în mare parte pe Placa Caraibelor, zona cuprinde mai mult de 7.000 insule, stânci și recife. Indiile de Vest constau din Insulele Antile, împărțite în Antilele Mari, care așa cum spune și numele, sunt mai mari și care delimitează marea la nord, și Antilele Mici, la sud și est (incluzând Antilele Leeward și insulele Bahamas. Bermuda este mult mai la nord în Oceanul Atlantic și este în Indiile de Vest. Din punct de vedere geopolitic, Indiile de Vest sunt de obicei văzute ca o subregiune a Americii de Nord, și sunt împărțite în 28 de teritorii suverane, departamente de peste ocean și teritorii dependente. Pentru o perioadă scurtă de timp a existat o țară numită „Federația Indiilor de Vest”, compusă din teritoriile caraibe unde se vorbește engleza.

## Turism
Insulele din Zona Americii Centrale sunt cunoscute turiștilor pentru exotismul lor. Insulele Caraibe au fost mult timp cunoscute ca o destinație pentru îndrăgostiți și pensionari, însă o mică mișcare spre eco-turism a început să deschidă Caraibele în turismul independent. Cu vreme bună pe întreaga perioadă a anului, cu mică excepție a sezonului uraganelor la sfârșitul verii și începutul toamnei, Caraibele oferă posibilitate de relaxare în condiții exotice.
Insulele Caraibe este una dintre regiunile cele mai dependente de turism din lume și sunt variații semnificative în intensitatea de turism și în nivelurile de dezvoltare la nivelul regiunilor individuale. Industria turismului regional este dominată de turismul de masă și turismul de croazieră, care s-a dovedit a fi nesustenabil. Deși extinderea în continuare a acestui sector poate fi văzută ca o dovadă a dezvoltării, inițiative sunt luate la nivel instituțional și individual pentru punerea în aplicare a practicilor de turism durabil. Pentru ca turismul să fie viabil pe termen lung, ca un agent eficient de dezvoltare regională, o tranziție la un turism de masă combinat cu turism alternativ.